# Gambarogno (Szwajcaria)
Gambarogno (lmo. Gambarögn) – miejscowość i gmina w południowej Szwajcarii, w kantonie Ticino, w okręgu (distretto) Locarno, siedziba administracyjna powiatu (circolo) Gambarogno. Leży nad jeziorem Lago Maggiore. Powstała 25 kwietnia 2010 w wyniku połączenia gmin Caviano, Contone, Gerra (Gambarogno), Indemini, Magadino, Piazzogna, San Nazzaro, Sant’Abbondio i Vira (Gambarogno).

## Demografia
W Gambarogno mieszka 5076 osób. W 2022 roku 22,4% populacji gminy stanowiły osoby urodzone poza Szwajcarią. 

## Transport
Przez teren gminy przebiegają drogi główne nr 2, nr 405 i nr 406.